# C/1969 T1 (Tago-Sato-Kosaka)
C/1969 T1 (Tago-Sato-Kosaka) ist ein Komet, der in den Jahren 1969 und 1970 mit dem bloßen Auge gesehen werden konnte. Er war der erste Komet, welcher auch von einem erdumkreisenden Satelliten aus beobachtet wurde.

## Entdeckung und Beobachtung
Der Komet wurde erstmals am Abend des 10. Oktober 1969 (Ortszeit) durch Akihigo Tago in Tsuyama (Japan) mit einem 15-cm-Reflektor entdeckt. Er schätzte die Helligkeit zu 10 mag und beschrieb den Kometen als diffus. Zwei Tage später konnte er ihn erneut beobachten und informierte die zuständigen Stellen in Tokio. Fast zur gleichen Zeit erfolgten noch zwei weitere unabhängige Entdeckungen durch den 19-jährigen Yasuo Sato in Nishinasuno und den 17-jährigen Kozo Kosaka in Akasaka. Tago und Sato waren bereits im Jahr zuvor an der Entdeckung eines anderen Kometen beteiligt und hatten in der Zwischenzeit 344 bzw. 182 Stunden nach neuen Kometen gesucht.
In den folgenden Tagen wurde der Komet auch an Observatorien in Australien, Japan, Großbritannien, USA und Neuseeland beobachtet und fotografiert, während sich seine Helligkeit bis Ende des Monats nicht wesentlich veränderte. Im Laufe des Novembers näherte sich der Komet der Sonne und konnte nur einige Male in der Dämmerung aufgefunden werden.
Nachdem der Komet von der Erde aus gesehen an der Sonne vorbeigegangen war, wurde er am 8. Dezember wieder bei einer Helligkeit von 6 mag von einem Beobachter in Argentinien gesehen. Ein Schweif konnte dabei noch nicht beobachtet werden. Die Helligkeit nahm jetzt rapide zu und erreichte etwa 4 mag bis Ende Dezember, als sich auch ein breiter Schweif von über 4° Länge entwickelt hatte.
Der Komet hatte sich seit seiner Entdeckung am Himmel südwärts bewegt und stand hoch am Südhimmel, als er Anfang Januar 1970 begann, sich wieder nach Norden zu bewegen und bald darauf auch wieder für Beobachter auf der Nordhalbkugel sichtbar wurde. Die Helligkeit, die im Januar Werte von 3,5 mag erreichte, nahm langsam wieder ab und war bis Ende des Monats auf 5 mag gefallen. Ab Februar konnte der Komet nicht mehr mit bloßem Auge beobachtet werden, allerdings wird um den 6. Februar von einem kurzzeitigen Helligkeitsausbruch um 1 Größenklasse berichtet.
Bereits Anfang Januar konnte ein Plasmaschweif von 7° Länge beobachtet werden, und noch bis zum März konnte auch ein diffuser Staubschweif festgestellt werden. Anfang März betrug die Helligkeit noch 8 mag und war bis April weiter bis auf unter 10 mag gefallen. Die letzten Aufnahmen des Kometen gelangen Elizabeth Roemer in Arizona am 4. Mai 1970 bei nur noch 18 mag Helligkeit.
Der Komet erreichte eine maximale Helligkeit von 3,5 mag und war damit unter den 32 hellsten Kometen seit 1935.

## Wissenschaftliche Auswertung
Einige Jahre zuvor war vermutet worden, dass Kometen von einer Gashülle aus Wasserstoff umgeben sind, die durch Beobachtungen im ultravioletten Licht der Lyman-α-Linie bei 121,5 nm nachgewiesen werden könnte. Vom Erdboden ist diese Beobachtung allerdings nicht möglich, da das ultraviolette Licht nicht die Atmosphäre durchdringt. Die Beobachtung eines Kometen im Ultravioletten gelang daher erstmals ab dem 14. Januar 1970 für mehrere Wochen, als das Orbiting Astronomical Observatory (OAO-2) das Spektrum des Kometen Tago-Sato-Kosaka aufnahm und die vorhergesagte Gashülle nachwies. Aufgrund der erfolgreichen Beobachtung mit OAO-2 wurde am 25. Januar auch eine Ultraviolett-Aufnahme des Kometen mithilfe eines Spektrographen an Bord einer Aerobee-Rakete in 100–150 km Höhe gewonnen. Nach der notwendigen digitalen Nachbearbeitung des Bildes konnte eine kreisförmige, diffus im Licht der Lyman-α-Linie leuchtende Zone um den Kometen von 800.000 km Durchmesser festgestellt werden. Nach den Messungen des OAO-2 hatte die Gashülle aus Wasserstoff sogar fast die doppelte Größe und damit die Ausdehnung der Sonne. Als Quelle des Wasserstoffs in der Gashülle wurde die durch die Strahlung der Sonne ausgelöste Spaltung von Wasser-Molekülen aus dem Kometenkern angenommen. Aus den Beobachtungen der Emissionslinien von H und OH mit dem Satelliten OAO-2 wurde die Produktionsrate dieser Atome bzw. Radikale ermittelt. Ihre Produktionsraten standen während der gesamten Beobachtungszeit in einem ungefähren Verhältnis von 3:1 zueinander, was darauf hindeutet, dass der Kometenkern hauptsächlich aus Wasser besteht.
Um die Jahreswende 1969/1970 wurden am Kitt-Peak-Nationalobservatorium in Arizona verschiedene astronomische Objekte nach dem Vorhandensein von Polarisation in ihrem Licht untersucht, darunter auch vom 20. Januar bis 1. Februar der Komet Tago-Sato-Kosaka im nahen Ultraviolett und sichtbaren Licht. Obwohl bei dem Kometen eine deutliche lineare Polarisation festgestellt werden konnte, gab es wie bei den anderen untersuchten Objekten keine signifikanten Anteile an zirkularer Polarisation.
Beobachtungen des Kometen im Infraroten erfolgten Ende Januar bis Mitte Februar 1970 am Lunar and Planetary Laboratory in Arizona. Darüber hinaus gelangen am 4. und 5. Februar 1970 Beobachtungen mit einem Infrarot-Teleskop an Bord eines Learjet. Der visuell beobachtete Helligkeitsausbruch des Kometen um den 6. Februar (s. o.) konnte auch im Infraroten festgestellt werden, wo zur gleichen Zeit eine Erhöhung der Helligkeit um den Faktor 2 auftrat.
Am Goddard Space Flight Center in Maryland wurden vom 11. bis 14. Februar 1970 Aufnahmen des Kometen mit Interferenzfiltern bei verschiedenen Wellenlängen im violetten, blauen und grünen Bereich des Spektrums gemacht. Es wurden damit insbesondere die Emissionslinien von CN, C2 und C3 ausgewertet und Karten der Koma des Kometen mit Linien gleicher Helligkeit (Isophoten) bis zu einer Entfernung von 100.000 km vom Kern erstellt.
Ähnliche Untersuchungen wurden auch vom 22. Januar bis zum 7. Februar am Hume Cronyn Memorial Observatory der University of Western Ontario in Kanada durchgeführt. Auch dort wurden Aufnahmen des Kometen mit einem Interferenzfilter im violetten Bereich des Spektrums gemacht. Es wurde damit insbesondere die Emissionslinie von CN gemessen und deren Intensität in Form von Isophoten dargestellt.
Mit Aufnahmen, die am 5. bis 12. Januar 1970 am Boyden Observatory in Südafrika gemacht wurden, konnte das kinematische Verhalten des Plasmaschweifs des Kometen untersucht und die Geschwindigkeit der Strukturen darin abgeleitet werden. Erstmals konnten dabei auch die gleichzeitig von Satelliten erfassten Messdaten zum Sonnenwind mit berücksichtigt werden. Mit zusätzlichen Aufnahmen, die vom 25. Dezember 1969 bis zum 11. Januar 1970 am Cerro Tololo Inter-American Observatory in Chile gemacht wurden, konnte gezeigt werden, dass die Strukturen im Plasmaschweif des Kometen während dieser Zeit keinen größeren Störungen unterworfen waren.
Delsemme und Rud versuchten 1973 erstmals aus Helligkeitsmessungen während großer Abstände von der Sonne und der beobachteten Gasproduktion bei geringen Sonnenabständen den Radius und die Albedo von mehreren Kometen zu ermitteln, darunter auch der Komet Tago-Sato-Kosaka. Unter den Annahmen, dass der Kometenkern im Wesentlichen aus Wassereis besteht und die ganze Oberfläche vollständig mit Schnee bedeckt ist, der bei Annäherung an die Sonne sublimiert, konnte eine Albedo von etwa 0,63 für den Kometenkern abgeleitet werden. Dieser Wert liegt wesentlich höher als die Werte, die später für Kometenoberflächen gefunden wurden, was vermutlich an unzulässigen Annahmen und fehlerhaften Messungen der Kometenhelligkeiten lag. Dennoch war ihre Berechnungsmethode wegweisend für spätere Forschungen.
Brian Marsden, Zdenek Sekanina und Edgar Everhart konnten im Jahr 1978 aus 281 Beobachtungen über 175 Tage Bahnelemente einer elliptischen Umlaufbahn für den Kometen berechnen. Außerdem bestimmten sie Werte für seine ursprüngliche und zukünftige Bahn. Nach ihrer Berechnung bewegte er sich lange vor seiner Passage des inneren Sonnensystems auf einer elliptischen Bahn mit einer Großen Halbachse von etwa 1970 AE. Für seine zukünftige Bahn ergab sich eine Große Halbachse von etwa 2320 AE.

## Umlaufbahn
Für den Kometen konnte aus 305 Beobachtungen über 175 Tage eine elliptische Umlaufbahn bestimmt werden, die um rund 76° gegen die Ekliptik geneigt ist. Im sonnennächsten Punkt der Bahn (Perihel), den der Komet am 21. Dezember 1969 durchlaufen hat, befand er sich mit 70,7 Mio. km Sonnenabstand im Bereich der Umlaufbahn der Venus. Am 4. Dezember 1969 ging er in etwa 40,0 Mio. km Abstand am Merkur vorbei und am 20. Januar 1970 kam er der Erde bis auf etwa 56,9 Mio. km (0,38 AE) nahe. Nennenswerte Annäherungen an die anderen kleinen Planeten fanden nicht statt.
In der Nähe des aufsteigenden Knotens seiner Umlaufbahn bewegte sich der Komet um den 28. Januar 1970 in unmittelbarer Nähe zur Erdbahn, und zwar in nur etwa 76.000 km (0,00051 AE) Abstand dazu, das entspricht etwa 1⁄5 der mittleren Entfernung zum Mond. Die Erde hatte diese Stelle ihrer Bahn allerdings bereits knapp vier Wochen zuvor um den 2. Januar passiert, so dass der Komet der Erde nicht näher kam als zuvor genannt.
Nach den Bahnelementen der JPL Small-Body Database, die keine nicht-gravitativen Kräfte auf den Kometen berücksichtigen, hatte seine Bahn einige Zeit vor seiner Passage des inneren Sonnensystems noch eine Exzentrizität von etwa 0,99976 und eine Große Halbachse von etwa 1990 AE, so dass seine Umlaufzeit bei etwa 88.500 Jahren lag. Durch die Anziehungskraft der Planeten, insbesondere durch Vorbeigänge am Jupiter im Oktober 1969 in etwa 5 ⅓ AE und am Saturn im Februar 1970 in etwa 8 ¾ AE Distanz, wurde die Bahnexzentrizität auf etwa 0,99980 und die Große Halbachse auf etwa 2340 AE vergrößert, so dass seine Umlaufzeit jetzt bei etwa 113.000 Jahren liegt. In Anbetracht der relativ unsicheren Bahnparameter sind alle angegebenen Daten nur als ungefähre Werte zu betrachten.

## Meteorstrom
Aufgrund des geringen Abstands zwischen der Bahn des Kometen und der Erdbahn zogen Sekanina und Ichiro Hasegawa unabhängig voneinander die Möglichkeit in Betracht, dass von diesem Kometen Meteore zu beobachten sein könnten. Es wurde aber keine signifikante Aktivität beobachtet.